# فرودگاه اسمیت مانتین لیک
فرودگاه اسمیت مانتین لیک (به انگلیسی: Smith Mountain Lake Airport) یک فرودگاه است که یک باند فرود آسفالت دارد و طول باند آن ۹۳۲ متر است. این فرودگاه در کشور ایالات متحده آمریکا قرار دارد و در ارتفاع ۲۷۱٫۹ متری از سطح دریا واقع شده است.